# Musonia
Musonia es un género de mantis (insecto del orden Mantodea) de la familia Thespidae. Es originario de América.

## Especies
Contiene las siguientes especies:
- Musonia boliviana
- Musonia costalis
- Musonia lineata
- Musonia maculata
- Musonia margheritae [2]
- Musonia seclusa
- Musonia sexdentata
- Musonia surinama